# South Melbourne Football Club
South Melbourne Football Club es un equipo de fútbol semiprofesional situado en la ciudad de Melbourne, en el estado de Victoria. Campeón de la antigua National Soccer League en cuatro ocasiones, en la actualidad juega en la Victorian Premier League.
Este equipo se dio a conocer internacionalmente al representar a Oceanía en el Campeonato Mundial de Clubes de la FIFA 2000. Fue premiado por la IFFHS como el mejor club del siglo XX de Oceanía.

## Historia

### Inicios del club
Al igual que muchos clubes australianos, los orígenes del South Melbourne se encuentran en la población inmigrante. El equipo surge a partir de la unión en 1959 del South Melbourne United, la formación más antigua de la ciudad, con otros dos clubes de origen griego: Hellenic y Yarra Park Aias. En reconocimiento a la comunidad griega que apoyaba al club, el nuevo equipo pasó a llamarse en un principio South Melbourne Hellas.
Su debut en la principal categoría del fútbol en Victoria se produjo en 1961, y durante varios años Hellas se proclamó campeón de la división (1962, 1964, 1965 y 1969). Aunque en un principio se nutrió de jugadores de origen griego, en los años 1970 comenzó a acoger futbolistas locales. Sus títulos le valieron ser uno de los equipos de Victoria que se unió a la nueva liga nacional, la National Soccer League, en 1977. Sus primeros años en la NSL fueron difíciles en lo deportivo, pero el equipo supo sobreponerse y consiguió el subcampeonato en 1981, además de una Copa Ampol en 1982.

### Primer campeonato de NSL y éxito
En 1984, con el cambio de sistema en la competición, South Melbourne consigue su primer campeonato de liga nacional al vencer a Sydney Olympic en la final. Ese fue el punto de partida para tratar de consolidarse como uno de los equipos más fuertes del país, aunque no pudo lograr el mismo éxito. En 1989 la formación pasó a ser entrenada por Ferenc Puskás, quien ayudó al club a conseguir el segundo título de liga se logró en 1990/91, con varios jugadores que formaron parte de la columna vertebral de la Selección australiana de fútbol. Puskás dejaría el club en 1992.
Durante los siguientes años Hellas consiguió su clasificación para las fases finales de la liga, y también realizó varios cambios para tratar de acercarse a todo tipo de público. South Melbourne cambió su nombre de Hellas por el de Lakers en 1996, para eliminar sus raíces griegas. El cambio no contó con la aprobación de los seguidores, y tras varios problemas de carácter legal la formación pasó a su nombre actual, South Melbourne SC. En 1997/98 y 1998/99 el equipo consiguió dos títulos de liga consecutivos, y en 1999 consiguieron proclamarse campeones del Campeonato de Clubes de Oceanía. Esto les valió una plaza en el Campeonato Mundial de Clubes de la FIFA 2000, donde se midió ante Vasco da Gama, Necaxa y Manchester United, logrando darse a conocer internacionalmente.

### Paso a la Victorian Premier League
Durante sus últimos años en la NSL, el equipo continúa terminando en las primeras posiciones de la fase final aunque no lograría el título. Su última temporada en la primera división nacional fue en 2003-04, cuando se decidió crear un nuevo campeonato conocido como A-League. Debido a que se querían evitar los problemas de aglomeración de clubes en una misma zona del anterior campeonato, Melbourne contó con una sola plaza que pasó a ser para una nueva franquicia conocida como Melbourne Victory. South Melbourne no pudo optar a ella por problemas económicos, por lo que terminó en 2005 en la Victorian Premier League correspondiente a equipos de Victoria.
En la VPL el equipo pasó a llamarse South Melbourne FC, con una dirección nueva y recurriendo a jugadores nacionales. La formación consiguió una buena asistencia a su estadio, y en lo deportivo logró el campeonato de 2006. Durante su estancia presentó varias veces candidaturas a la A-League para optar a una hipotética plaza como segunda franquicia de Melbourne en una posible expansión del campeonato.

## Equipación
- Uniforme titular: Camiseta azul con mangas blancas, pantalón blanco y medias azules.
- Uniforme alternativo: Camiseta blanca, pantalón azul y medias blancas.

## Entrenadores
- Odysseas Lekatsas (1959-1970)
- Gary Groenewald (1977)
- David McLaren (1978-1979)
- John Margaritis (1979-1982)
- Thomas Docherty (1982)
- Ralé Rasic (1983)
- Len McKendry (1983-1985)
- John Margaritis (1986)
- Ferenc Puskás (1989-1992)
- Frank Arok (1994-1996)
- Ange Postecoglou (1996-2000)
- Mike Petersen (2000-2001)
- Eddie Krnčević (2001-2002)
- Danny Wright (2002-2003)
- Stuart Munro (2003-2004)
- John Anastasiadis (2005-2008)
- Michael Michalakopoulos (2009)
- Vaughan Coveny (2010)
- Eddie Krnčević (2010-2011)
- Peter Tsolakis (2012-2013)
- Chris Taylor (2013-)

## Estadio
South Melbourne disputa sus partidos como local en Lakeside  Stadium, un campo con capacidad para 15.000 personas que se sitúa en Albert Park, cerca de la ciudad. Aunque en un principio estaba pensado para el fútbol australiano, en 1995 sufrió una importante remodelación que le permitió albergar partidos de fútbol asociación.

## Palmarés

### Torneos nacionales
- National Soccer League: 4 (1984, 1990/91, 1997/98, 1998/99)
- Victorian Premier League: 8 (1962, 1964, 1965, 1966, 1972, 1974, 1976, 2006)

### Torneos internacionales
- Campeonato de Clubes de Oceanía (1): 1999